# Капитолівка
Капито́лівка — село в Україні, у Оскільській сільській територіальній громаді Ізюмського району Харківської області. До 2017 орган місцевого самоврядування — Капитолівська сільська рада. До складу сільської ради входить також село Діброва. Населення — 1485 осіб.

## Географія
Село знаходиться за 1 км від Ізюму, поруч із селом Діброва. За 1 км проходить залізниця, станція Підгірки. До села примикає великий лісовий сосновий масив.
Відстань до Харкова 132 км, до залізничної станції Ізюм — 3 км, до центру Ізюма — 8 км.

## Походження назви
Місцева легенда розповідає, що тутешній пан-поляк Янох мав двох красунь-доньок. Батьківська любов надихнула його увічнити імена дівчат. Село Черемушне отримало назву Капітольськ на честь Капітоліни, а збудована церква — Святої Варвари (покровительки другої доньки).
Народні перекази мають під собою певне історичне підґрунтя, хоча і далекі від дійсності. Ту церкву зводили на кошти поміщиці удови майора Капітоліни Василівни Єнохіної та генерал-лейтенанта Петра Степановича Котляревського. Його дружина — Варвара Іванівна померла від важких пологів у 19 років, церква будувалася на згадку про неї. Капітоліна — матір Варвари, а Капитолівка названа саме на честь своєї поміщиці.

## Історія
В околицях Діброви археологічною експедицією виявлено 4 неолітичні поселення V—IV тисячоліть до н. е. 2006 року на території Капитолівки відкрито нове поселення салтово-маяцької культури.
Капитолівка вперше згадується на мапі 1779 року, як село Черемушне. Поруч з селом довгий час було розташоване село Мо́росівка (Моро́сівка, Мурасівка, Марусівка, Морусівка, Морозівка), яке увійшло до складу Капитолівки у XX ст.
У 1823 році в селі була побудована церква в ім'я Святої Великомучениці Варвари.
В середині XIX ст. Капітольськом володіли Лонгінови. Никанор Михайлович Лонгінов — цивільний губернатор Катеринославської губернії. Родина Лонгінових мала дружні стосунки зі своїм харківським сусідом Петром Гулаком-Артемовським (дружина Лонгінова Парасковія Іванівна — кума письменника). Гулак-Артемовський приїздив у Капітольськ переважно на літній відпочинок: купався в Дінці, відвідував Святогірськ, спілкувався з представниками різних верств населення. Тут він написав деякі з своїх віршів. В помісті Лонгінови мали власний театр та оркестр. Спадкоємці Никанора Михайловича розтринькали помістя і воно було продано з молотка. Будинок пішов на злом. Паркет, підвіконня, вікна, кахлю, люстри і частину будівельного лісу придбала під час розпродажу місцева влада — їх використали для жіночої гімназії, а цеглу новий власник Шадлун віддав брату, що зводив пивзавод в Ізюмі.
В 1921 році на теперішній вулиці Широкій діти, що гралися у клуні, випадково її підпалили. День видався вітряний, а більшість дорослих перебувала на жнивах. Вітер швидко розніс полум'я на солом'яні стріхи будинків. Менш, ніж за годину, згоріло майже все село.
До колективізації біля лісу стояв водяний млин, поблизу кладовища існував вітряк, а неподалік теперішньої дороги на Оскіл працювала олійниця. Коли їх відібрали в господарів, яких визнали «куркулями», все це швидко вийшло з ладу, бо стало колективним, а значить — «нічиїм».
Перед війною в Капитолівці діяв аматорський театр в колишньому будинку священика. Він ставив серйозні постановки (наприклад, виставу Марка Кропивницького «Дай серцю волю, заведе в неволю») та виступав за межами села.
В Другу світову війну село було окуповане 22 червня 1942 року — рівно через рік після початку Німецько-радянської війни.
Звільнила Капитолівку 267 стрілецька дивізія шостої армії 4 лютого 1943 року. Солдатам, що загинули на території села, створено незвичайний пам'ятник «Меч»(автор — Григорій Шабельник).
У 1949 році було організовано колгосп «Більшовик», у якому налічувалося 450 членів артілі. У 1968 збудовано сільську 8-річну школу на 180 місць. В цьому ж році було введено в експлуатацію відгодівельний комплекс з вирощування великої рогатої худоби.
У 1987 став до ладу Ізюмський державний комбінат хлібопродуктів (ІДКХП). В 1987–1988 здано в експлуатацію п'ять 32-квартирних житлових будинків(на кошти ІДКХП). У 1990 році село повністю газифіковано . В цьому ж році збудували дитячий садок «Журавлик» на 140 місць. В 1992 році, після будівництва водогону Букине-Ізюм почалося в селі будівництво мереж централізованого водопостачання сільських садиб. В 2006 газифікували і село Діброва.
12 червня 2020 року, розпорядженням Кабінету Міністрів України № 725-р «Про визначення адміністративних центрів та затвердження територій територіальних громад Харківської області», увійшло до складу Оскільської сільської територіальної громади.
19 липня 2020 року, в результаті адміністративно-територіальної реформи та ліквідації Ізюмського району (1923—2020), село увійшло до складу новоутвореного Ізюмського району.
У березні 2022 року під час російського вторгнення в Україну село Капитолівка було окуповане російськими військами. Наприкінці березня 2022 року в селі окупанти затримали та викрали українського письменника Володимира Вакуленка разом з його сином Віталієм.

## Населення
Згідно з переписом УРСР 1989 року чисельність наявного населення села становила 1832 особи, з яких 864 чоловіки та 968 жінок.
За переписом населення України 2001 року в селі мешкало 1475 осіб.

### Мова
Розподіл населення за рідною мовою за даними перепису 2001 року:
| Мова       | Відсоток |
| ---------- | -------- |
| українська | 90,84 %  |
| російська  | 8,62 %   |
| вірменська | 0,20 %   |
| інші       | 0,34 %   |

## Економіка
В селі функціонує дочірнє підприємство ДАК «Хліб України» Ізюмський державний комбінат хлібопродуктів. Керівник підприємства — Ісламов Вісхан Алавдійович. Підприємство одне з провідних в Україні з виробництва комбікормів. Показники станом на 2007 рік в порівняні з 2006 зросли на 9 %, вироблено 81,5 тисяч тонн комбікормів. Сьогодні підприємство працює на граничній виробничій потужності. Приріст виробництва промислової продукції склав 2,10 % — це 15 місце в області. В 2007 році підприємство відсвяткувало 20-річчя своєї діяльності виробивши мільйонну тону комбікорму. Продуктивність заводу 20т/рік. Побудований на чеському комплексному обладнанні. Підприємство випускає комбікорми розсипні, гранульовані та у вигляді крупки. Високий рівень автоматизації забезпечує високу стабільність всіх технологічних ліній, кількісний та якісний випуск продукції. Щороку підприємство виділяє значні кошти на технічне вдосконалення. Впроваджена система управління якістю, яка відповідає міжнародному стандарту ISO 9001:2000. Контроль якості сировини та продукції проводить лабораторія, яка користується правилами арбітражної лабораторії в межах атестованих випробувань. Аналіз сировини проводиться на сучасному оснащенні. Розроблена програма з розфасовки готової продукції в поліетиленові мішки для реалізації її підсобним та фермерським господарствам, населенню. Працює склад-магазин для роздрібної торгівлі продукції.

### Об'єкти комбінату
— Комбікормовий завод (с. Капитолівка)
 — Хлібоприймальне підприємство (м. Ізюм)

### Основні види діяльності комбінату
— Виробництво комбікормів для всіх видів сільськогосподарчих тварин, птиці, риби всіх вікових груп;
 — Надання послуг зі зберігання та переробки зернової сировини та олійних культур;

### Спонсорська підтримка
Регулярно закупляються необхідне обладнання, меблі, технічні засоби для дитячого садка, школи, ФАПу. Також надається спонсорська підтримка для проведення ремонтів об'єктів соціальної сфери. Надається спонсорська допомога сільському футбольному клубу «Блискавка»

## Об'єкти соціальної сфери
- Школа.
- Дитячий садок.
- Бібліотека.
- Амбулаторія.
- Будується клуб.

## Відомі люди
- Вакуленко Віктор Дмитрович — відомий прозаїк, автор семи книг (збірки комедій: «Зоряні ночі» (1956), «Вийди дівчинонько» (1963); оповіданя та повісті: «Гомін землі» (1969), романи «Шукаючи цвіту папороті» (1966), «Так ніхто не кохав» (1971), «Повінь зорі колише» (1973), «Відгукнись моє серце» (1977)[12]
- Голік Анатолій Олексійович (1939—2019) — заслужений лісівник України, відмінник лісового господарства України, з квітня 1986 року по грудень 1999 року — генеральний директор державного об'єднання «Волиньліс».
- Стальна (Ткаченко) Анастасія Федорівна — народилася 26 березня 1926 року в селі Нурово Балаклійський район. Згодом сім'я переїхала на постійне місце проживання до Ізюмського району, село Ферми Капитолівської сільради. У 1946 році влаштувалася працювати до колгоспу «Шлях до комунізму». Вирішила змагатися за високий урожай і у ланці Анастасії Федорівни зібрали з кожного гектара 33,3 ц. Звістка про виконання соцзобов'язання швидко долетіла до Москви, а сама Анастасія Федорівна отримала звання Героя Соціалістичної Праці.[13]
- Звєрєв Федір Григорович (1929—2008) — тренер футбольної команди «Блискавка». Почесний громадянин міста Ізюма. Щороку брав участь в обласних і міжнародних легкоатлетичних напівмарафонах (дистанції 21 км і 10 км) серед ветеранів (старших за 70 років), де неодмінно входив до числа призерів.[14]
- Вакуленко-К. Володимир (1972—2022) — письменник, поет, перекладач, громадський діяч. Лауреат 8-х літературних конкурсів, нагороджений відзнаками «Срібний тризуб» до 20-ліття Незалежності України за літературні досягнення 2011 та відзнака від Міжнародного фестивалю поезії «Terra poetica» за літературні здобутки 2014. Автор 13 книг[15]. Першим проектом автора став поетичний альманах «Ізюмська гора» (2007) до якого увійшли твори п'ятьох молодих авторів із с. Капитолівка, а також юні літератори із інших сіл Ізюмського району та міста Ізюма зокрема. В автора було близько 20 самостійних проектів, його твори друкувалися у понад 100 антологіях, альманахах та журналах[16].